# Epalinges
Epalinges (toponimo francese) è un comune svizzero di 9 326 abitanti del Canton Vaud, nel distretto di Losanna.

## Monumenti e luoghi d'interesse

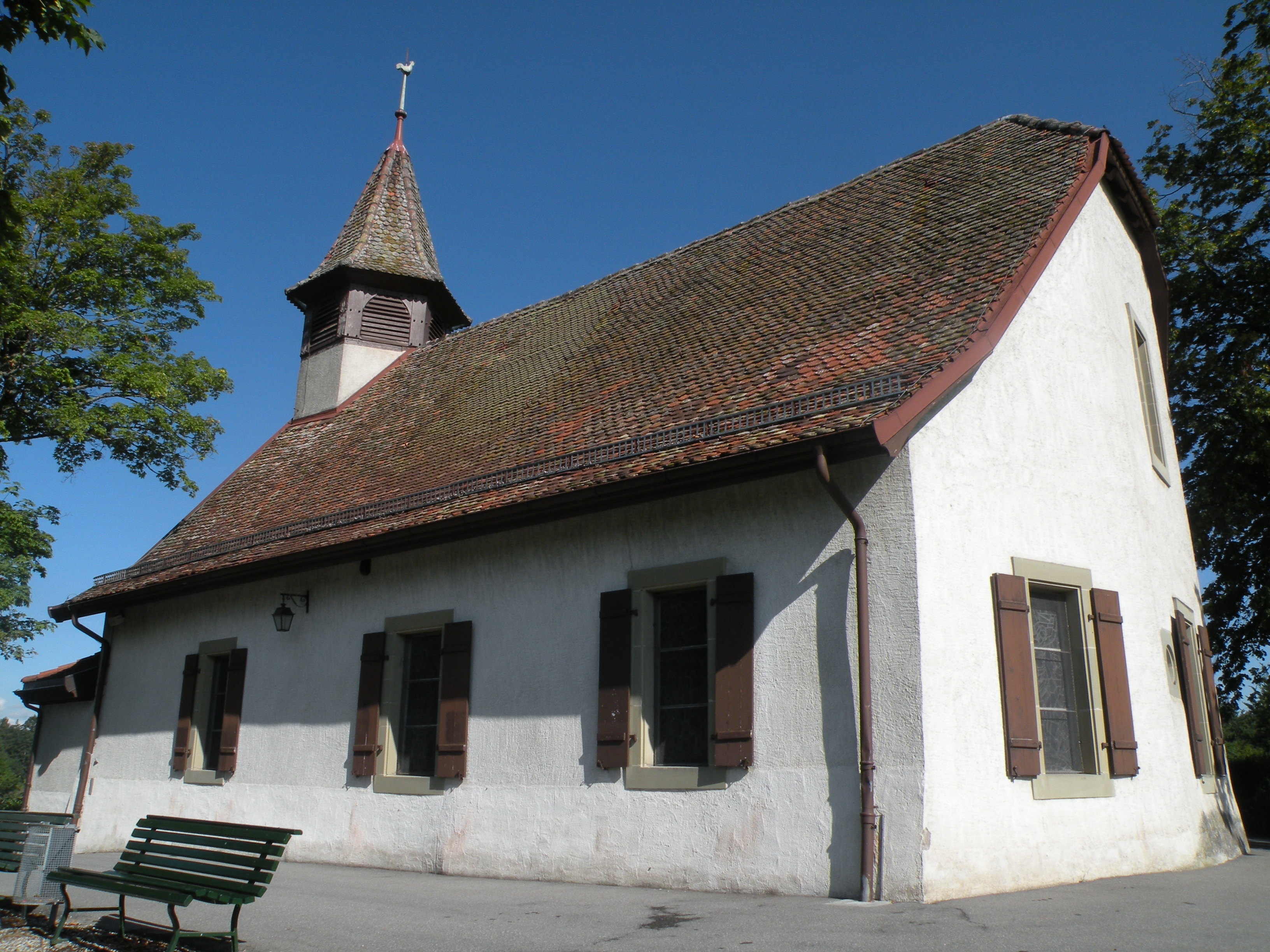
La chiesa riformata

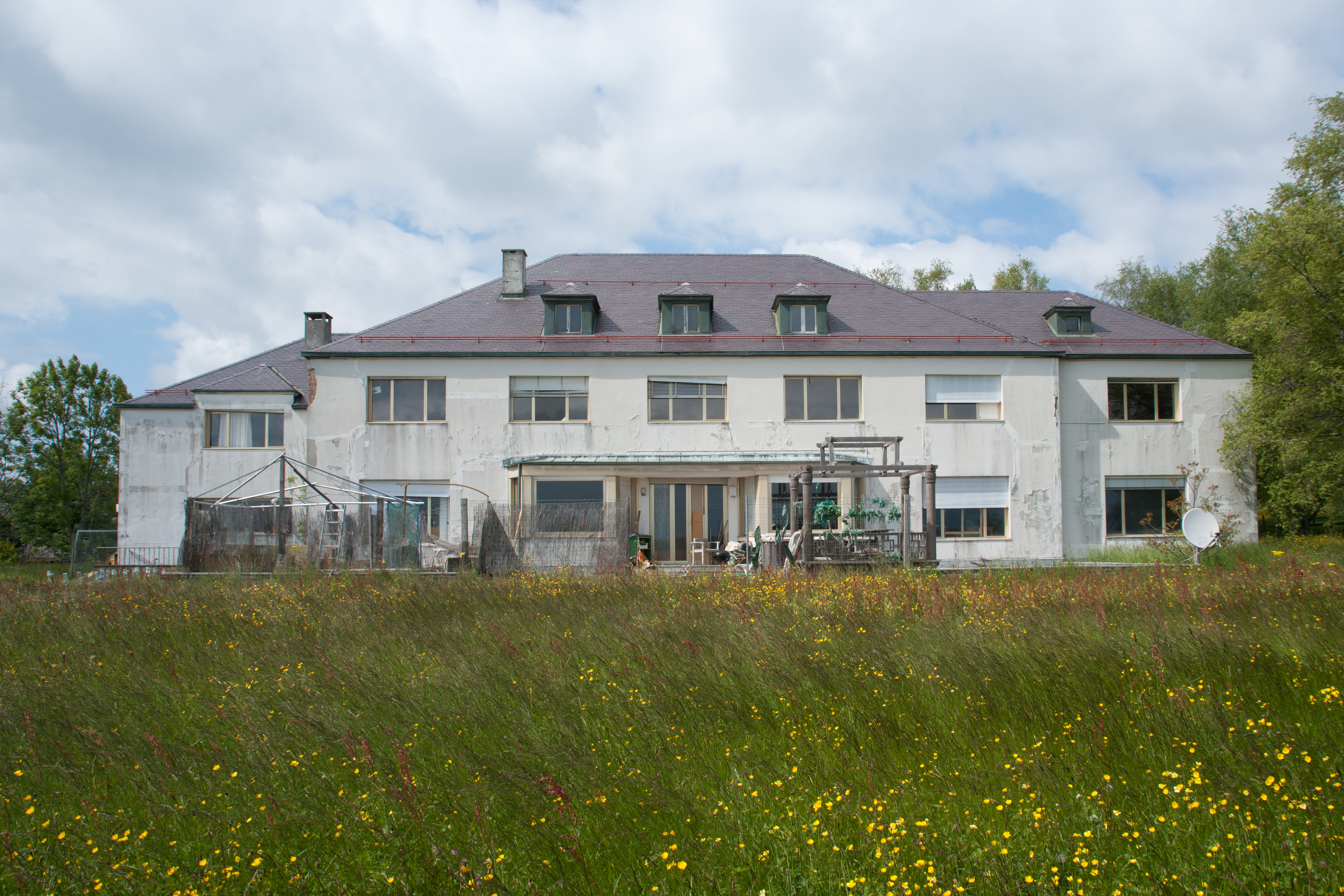
La casa di George Simenon

- Chiesa riformata in località Les Croisettes, eretta nel 1662[1];
- Casa di George Simenon.

## Società

### Evoluzione demografica
L'evoluzione demografica è riportata nella seguente tabella:
Abitanti censiti

## Infrastrutture e trasporti

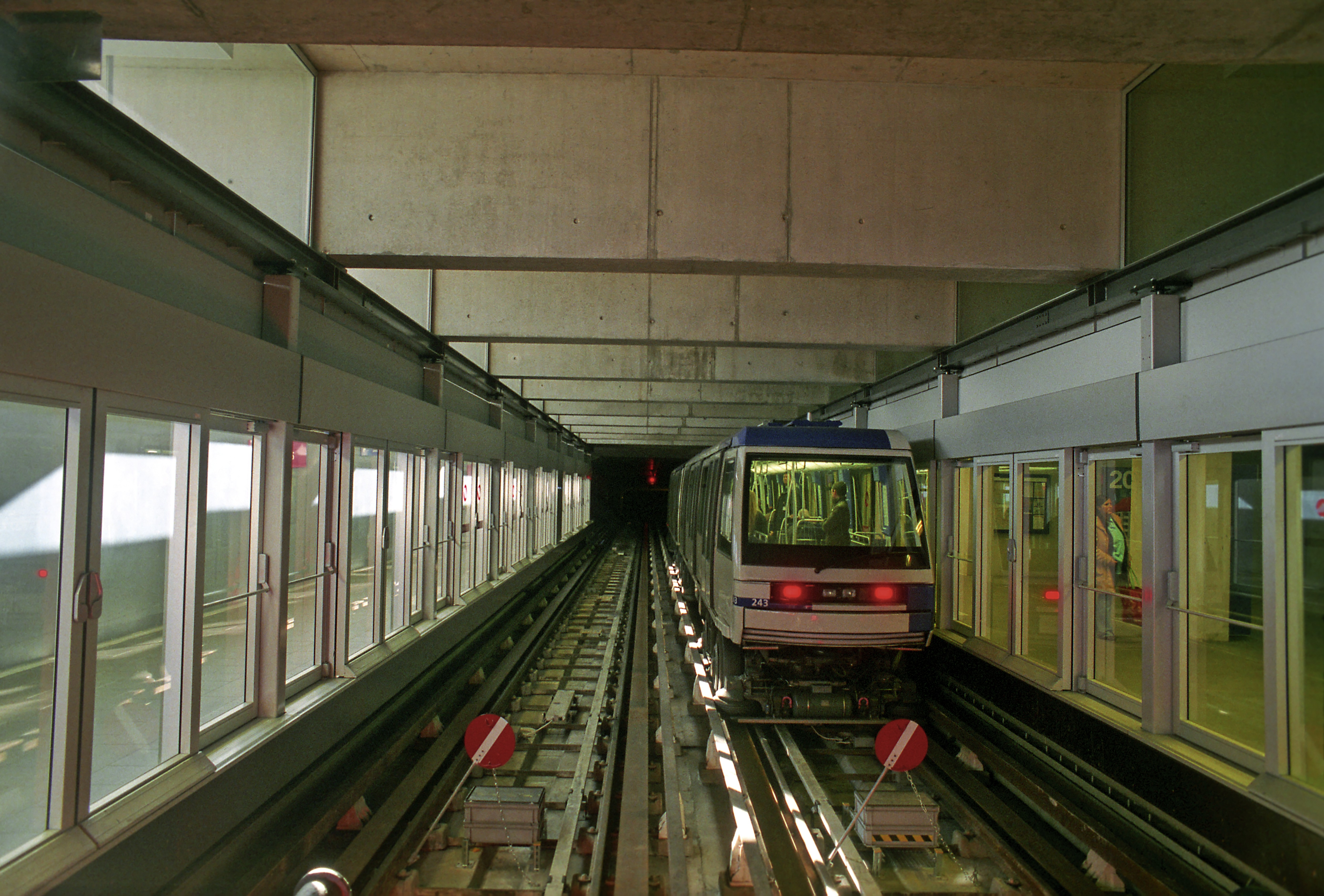
La stazione di Les Croisettes

Epalinges è servito dalla stazione di Les Croisettes, capolinea della linea M2 della metropolitana di Losanna.

## Amministrazione
Ogni famiglia originaria del luogo fa parte del cosiddetto comune patriziale e ha la responsabilità della manutenzione di ogni bene ricadente all'interno dei confini del comune.